# Tunabergs församling
Tunabergs församling är en församling i Nyköpings kontrakt i Strängnäs stift. Församlingen ligger i Nyköpings kommun i Södermanlands län och utgör ett eget pastorat. 

## Administrativ historik
Församlingen utbröts 1538 ur Tuna församling och var till slutet av 1580-talet i pastorat med denna som moderförsamling, därefter utgjorde församlingen till 1626 ett eget pastorat. Från 1626 till 1 maj 1920 var den åter annexförsamling i pastoratet Tuna, Bergshammar och Tunaberg för att sedan åter utgöra ett eget pastorat.

## Kyrkor
- Tunabergs kyrka